# Rui Gomes de Briteiros
Rui Gomes de Briteiros (c. 1190? - c.1249) foi um nobre e trovador português que protagonizou um dos mais notáveis percursos ascendentes na hierarquia nobiliárquica do século XIII.

## Primeiros anos
Filho de Gomes Mendes de Briteiros e Urraca Gomes da Silva, Rui era originário, por via paterna, de uma linhagem de infanções radicada na região de Longos, Guimarães. Terá nascido ainda nos finais do séc. XII, pois sabe-se que já seria adulto por volta de 1220.

## O problema sucessório de Sancho I
A 26 de março de 1211, falecia em Coimbra Sancho I. O seu testamento, de outubro de 1209 era claroː dividia as suas maiores porções entre o herdeiro, Afonso II de Portugal, e as suas irmãs Teresa, Sancha e Mafalda, legando às três, sob o título de rainhas, a posse de alguns castelos no centro do país - Montemor-o-Velho, Seia e Alenquer -, com as respectivas vilas, termos, alcaidarias e rendimentos). Este testamento provocou violentos conflitos internos (1211-1216) entre Afonso II e as suas irmãs, pois Afonso recusava cumprir o testamentonuma tentativa de centralizar o poder régio e impedir a acumulação exagerada de bens pela Igreja e pela Ordens onde as suas irmãs ingressaram. 

### O exílio
Por esta altura, Rui Gomes terá abandonado o reino, à semelhança de muitas famílias nobres portuguesas. Acompanhou o infante Pedro, no exílio. Esta atitude mostrava que Pedro teria tomado, também, o partido das irmãs Mafalda, Sancha e Teresa,.
Rui e o infante acolheram-se no reino que fora de Teresa de Portugal, o Reino de Leão, sendo-lhe delegados, em alturas diferenes, os cargos de mordomo-mor e alferes. A partir daí o infante lançaria ataques às fronteiras do reino, tendo inclusivamente tomado algumas praças transmontanas, mas acabou por sair derrotado. A disputa teria tido alcance internacional, pois interveio o rei Afonso IX de Leão, que veio defender a ex-mulher, Teresa, a pedido desta, conquistando Coimbra. Para equilíbrio de forças, interveio também, a favor de Afonso II, o rei Afonso VIII de Castela. Após uma guerra de cinco anos, o partido luso-castelhano declarou-se vencedor.
À morte de Afonso IX, o infante Pedro partiria para servir como mercenário em Marrocos, ao serviço do Miramolim almóada (Amir al-Mu'minin, comandante dos crentes)., e continuaria estas funções no Reino de Aragão e no Principado da Catalunha, na altura governados pelo sobrinho, Jaime I de Aragão, que o acolheria benevolentemente..
Por seu lado, Rui Gomes separar-se-ia do infante, pois regressou a Portugal.

## Cultura trovadoresca e casamento

### O patrocínio Sousão da cultura

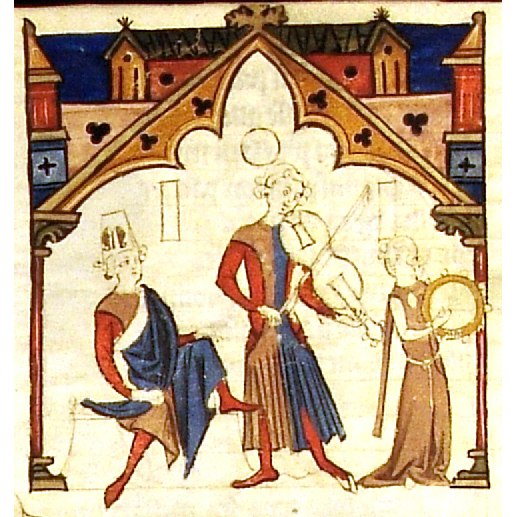
Trovadores, representados no Cancioneiro da Ajuda.

A morte prematura de Afonso II em 1223 levara à ascensão da família de Sousa, que à chegada de Elvira e das irmãs já detinha algum poder  sobre o rei menor Sancho II de Portugal. O chefe da família, Gonçalo Mendes II de Sousa, conseguira a mordomia em dezembro de 1224,, e o governo de várias tenências, sobretudo na região da Beira. 
A família de Sousa, enquanto uma entidade mais separada da coroa, seria a maior patrocinadora da trovadorismo, estando muito ligados a esta atividadeː Gonçalo Mendes e Garcia Mendes II, Gonçalo Garcia e Fernão Garcia. Gonçalo Mendes (o chefe da família) armaria ainda cavaleiro um irmão de Rui Gomes, Gonçalo Gomes de Briteiros, . 
O ambiente geralmente régio em que se centrava esta atividade deparava-se em Portugal com um ambiente mais senhorial, que era o que de facto recebia e fazia florescer o trovadorismo, na língua vernácula (galego-português), em oposição à preferência da cúria régia pelo latim tradicional que continuava a manifestar-se em documentos desta proveniência.

#### Obra
Rui, tinha também uma faceta de trovador, como o comprovam as duas cantigas que sobreviveram até hoje, ambas de escárnio e maldizerː
- Joam Fernándiz quer [ir] guerreiar  (Texto na íntegra e Análise)
- Joam Fernándiz, aqui é chegado  (Texto na íntegra e Análise)

### O rapto
É por esta altura que, talvez inspirado pela cultura trovadoresca na qual vivia, sendo provavelmente, à semelhança do seu irmão, vassalo de Gonçalo Mendes de Sousa, Rui une-se à "família" por volta de 1230, quando desposa Elvira Anes da Maia, filha de João Pires da Maia e Guiomar Mendes de Sousa, portanto sobrinha do Sousão por via materna. 
O modo como se originou a relação de Rui com Elvira é motivo de debateː segundo os Livros de Linhagens mais recentes (nomeadamente o Livro de Linhagens do Deão e o Livro de Linhagens do Conde D. Pedro, Elvira teria sido raptada por Rui Gomes de Briteiros, que contrariamente ao habitual, não foi alvo de qualquer desafio ou ameaça por parte da família que a raptou (os Sousas).  Note-se que o mais antigo destes, o Livro Velho de Linhagens, nem sequer o menciona. Alguns autores defendem a teoria de que o facto de não ter sido vítima de qualquer revelia de tal ato poderia dever-se ao facto de estar relacionado da família da raptada. De qualquer forma, tendo ou não ocorrido, tal evento é datado por volta de 1230. 
Temendo ou não represálias, parece que Rui voltou a abandonar Portugal por algum tempo. Contudo, em 1238 já está de regresso. é possível que Rui Gomes tenha sido obrigado a sair de novo de Portugal por algum tempo, havendo, no entanto, notícia da sua presença no reino em 1238, pelo que significa que já havia regressado. A menção advém de uma contenda que tinha com o abade de S .Gens de Montelongo, na qual alegava ter os direitos de padroado e de pousadia na abadia, o que, após inquirição, se verificou não ser verdade. O seu percurso nos anos seguintes é desconhecido, mas terá passado eventualmente pela corte castelhana em 1241 ou 1242, a julgar pela sua participação no ciclo de cantigas dirigidas ao mouro João Fernandes, que terá acontecido nesse contexto..
São esses também os anos do agudizar do conflito que conduziu à guerra e consequente deposição de Sancho II de Portugal, e durante os quais Rui Gomes se torna num dos mais fervorosos partidários do irmão deste, o conde Afonso de Bolonha, com quem se terá reunido logo em Paris, onde testemunhou o importante documento no qual Afonso jura aceitar a regência do reino de Portugal.

## Ascensão na corte portuguesa
Após o desfecho da guerra civil, com a subida ao trono de Afonso III, este recompensa a fidelidade de Rui elevando-o à categoria de rico-homem (e depois fez el rei dom Afonso este dom Roi Gomez ricome, e deu-lhi pendam e caldeira) e atribuindo-lhe o importante cargo de Mordomo régio, cargo que terá desempenhado, no entanto, por pouco tempo.

## Morte e posteridade
É provável que Rui tenha falecido ainda antes de 1250, apontando-se 1249 como data provável, no contexto das operações militares que se saldaram na conquista do Algarve. O se percurso de ascensão no meio cortesão foi continuado pelos seus descendentes, dois dos quais igualmente trovadores (o seu filho Mem Rodrigues e o seu neto, João Mendes de Briteiros).

## Casamento e descendência
Rui desposou a sua suposta vítima de rapto, a rica-dona D. Elvira Anes da Maia, por volta de 1230, e dela teve:
- Mem Rodrigues de Briteiros, c.c. Maria Anes da Veiga, com descendência;
- João Rodrigues de Briteiros, c.c. Guiomar Gil de Soverosa, com descendência;
- Maria Rodrigues de Briteiros , monja no Mosteiro de Arouca
- Teresa Rodrigues de Briteiros, c.c. Lourenço Martins de Berredo
- Sancha Rodrigues de Briteiros, c.c. Pedro Ponces de Baião
- Urraca Rodrigues de Briteiros, monja no Mosteiro de Lorvão